# IGN
IGN (ранее Imagine Games Network) — новостной и информационный веб-сайт, освещающий тематику компьютерных игр, сериалов и фильмов. IGN, GameSpy и GIGA входят в корпорацию IGN Entertainment.
Сайт публикует новости, рецензии и советы по прохождению видеоигр для PC и игровых приставок. Приводятся чит-коды, разнообразные FAQ и прохождения игр. Также на сайте тематические разделы, посвящённые фильмам, DVD-продукции, музыке, комиксам, спорту, аниме, автомобилям и телевидению.

## История
Основанный в сентябре 1996 года под названием Imagine Games Network, IGN изначально состоял из пяти одиночных сайтов внутри Imagine Publishing: N64.com (позже переименованный в IGN64.com), PSXPower, Saturnworld, Next-Generation.com и Ultra Game Players Online. В 1998 году сеть свела сайты в «каналы» под брендом IGN. Next-Generation и Ultra Game Players Online не были частью этого сведения; UGPO отошёл с отменой журнала, и Next-Generation был заморожен, когда Imagine решили сконцентрироваться на запуске недолго прожившего бренда Daily Radar.
По состоянию на июль 2005, IGN посещало 24 миллиона посетителей в месяц, с 4.8 миллионами зарегистрированных пользователей во всех отделах сайта. IGN находится в топ-200 самых посещаемых сайтов согласно рейтингу Alexa. В сентябре 2005 года IGN был включён в состав мультимедийной деловой империи Руперта Мёрдока (англ. Rupert Murdoch), News Corporation, за $650 миллионов (USD). На сегодня сайт IGN содержит разделы, посвящённые музыке, ТВ, и темы, относящиеся к фильмам. Сайт обрёл отличную репутацию среди геймеров, так как он включает в себя путеводители и прохождения одиночных игр. Любая форма читов, путеводителей или прохождений может быть добавлена людьми, не входящими в персонал IGN.
IGN отпраздновал десятилетие 12 января 2008 г.
Головной офис IGN в первое десятилетие 2000-х располагался в офисном парке Marina Point Parkway в Брисбейн, Калифорния, но был перенесён в меньший офис около парка AT&T в Сан-Франциско 29-го марта 2010 г.

## Региональные версииIGN
Существует множество локализованных версий IGN, создаваемых разными командами, использующими название по лицензии правообладателя. По словам Константина Говоруна, экс-главного редактора русского IGN, в большинстве стран местный IGN рассматривается как дополнение к IGN US, на который ходит большинство пользователей.
Как утверждает основатель «Канобу» Гаджи Махтиев, IGN требует с региональных партнёров лицензионные отчисления в размере от $5 тысяч до $10 тысяч в месяц, а не долю от выручки. В связи с этим Махтиев в своё время отказался браться за проект русского IGN, считая его невыгодным.

### IGNРоссия
С марта 2013 года в партнерстве с компанией Gameland IGN вышел на российский рынок и создал русскоязычную версию. Инициатором проекта был главный редактор журнала «Страна игр» Константин Говорун.
Первые два с половиной года основу персонала IGN Russia составляли бывшие сотрудники и авторы «Страны игр»: главный редактор Константин Говорун, редакторы Сергей Цилюрик и Наталья Одинцова и многие авторы. В октябре 2015 года и Говорун, и Цилюрик покинули издательство «Gameland». Как рассказывал Говорун, сайт запускали с расчётом на крупные вложения, но у Gameland не хватило средств. Поэтому IGN Russia оказался вынужден существовать с бюджетом в 10 раз меньше, чем планировался.
По данным SimilarWeb, в 2016 году посещаемость сайта IGN снизилась с 620 до 360 тысяч визитов в месяц. В ноябре 2016 владельцы IGN заявляли, что планируют поменять компанию, представляющую их в России, но это так и не было сделано, и лицензия осталась у Gameland.
К 2016 году из бывшей команды «Страны игр» на IGN Russia осталась только Лилия Дунаевская, которая стала его главным редактором и лидером команды. 6 декабря 2017 года Лилия Дунаевская умерла в возрасте 28 лет. После этого автор Александр Садовский от имени авторского коллектива написал в официальном сообществе IGN Russia ВК, что история сайта в его текущем виде закончена, и авторы приняли решение покинуть его.
В начале 2018 года была сформирована новая команда, а на пост главного редактора был назначен Евгений Ассесеров (в прошлом автор «Игромании»). Единственным из авторов предыдущего состава остался Михаил Пименов. На 2021 год в состав постоянной редакции IGN Russia входило 6 человек.
В марте 2022 года, в связи с вторжением России на Украину, русскоязычная версия сайта IGN прекратила своё существование. В настоящий момент сайт ru.ign.com перенаправляется на заглавную страницу оригинальной версии сайта IGN.

## Рецензирование
Работники IGN пишут обзоры игр и дают им оценку от 0 до 10. Оценка округляется до десятых и определяет степень рекомендации игры. При формировании оценки рассматриваются такие факторы как графика, звук, постановка, игровые механики, схемы монетизации и многое другое.
IGN редко даёт игре оценку 10. Вот некоторые игры, получившие её: The Legend of Zelda: Ocarina of Time для Nintendo 64, Link’s Awakening DX для Game Boy Color, Pokémon Gold и Silver для Game Boy Color, Pokémon Red, Blue и Yellow для Game Boy, The Legend of Zelda: Oracle of Seasons and Oracle of Ages для Game Boy Color, Sonic the Hedgehog: Pocket Adventure для Neo Geo Pocket Color, Soulcalibur, и Super Mario Bros. Deluxe. В дополнение к ним, ещё две игры получили 10 в 2008 г: Grand Theft Auto IV и Metal Gear Solid 4: Guns of the Patriots. И в 2010-м IGN дала Super Mario Galaxy 2 10/10. IGN Великобритания также дала GTA IV 10 (это была первая игра, получившая 10 от IGN UK). Отделение стало первым, кому было позволено опубликовать рецензию этой игры, за несколько дней до всеобщего снятия запрета от Rockstar. Некоторые игровые журналисты предположили, что их обзоры были «этически не обоснованы».
По состоянию на июнь 2018 года получили от IGN 10\10 баллов 44 игры.

## Другие разделы
В 2000 году Snowball.com купили E-federation, известную под названием Internet Wrestling Organization (IWO). С приобретением компанией Snowball как IWO так и IGN, IWO могла стать первой официальной E-Fed IGN, даже делая колонку на веб-сайте. IGN For Men: Этот раздел официально закрыт со 2 октября 2001 г. Он больше не обновляется. IGN имеет сайты вроде IGN Stars и AskMen.com, которые осуществляют большинство функций сайта IGN ForMen. IGN Wrestling встретил свой конец в начале 2002 г, когда его покинула большая часть персонала. Обязанности взятия интервью с профессиональными борцами и освещение их игр были переданы IGN Sports, в данный момент возглавляемыми Йоном Робинсоном (англ. Jon Robinson). IGN Sci-Fi в основном не работает с 2002 года, этот раздел сайта включал новости кино, обзоры комедийных книг, освещение аниме и другие связанные вещи. Сайт SciFI.ign.com сейчас перенаправляет на недавно созданный SciFiBrain.ign.com, который охватывает часть содержимого старого сайта.
В 2002 году IGN запустили выделенный сайт FAQ видеоигр Архивная копия от 24 мая 2010 на Wayback Machine, специально созданный для содержания пользовательских путеводителей. Это произошло после закрытия присоединённого GameFAQs. В 2004 году IGN запустили GameStats, который служил в качестве более беспристрастной рейтинговой сети, так как он принимает во внимание оценки каждого корпоративного игрового сайта и усредняет их, получая оценку, дающую общее представление о качестве игры. В этом же году IGN запустили сайт Direct2Drive. Он в основном сфокусирован на продаже загружаемых видеоигр для PC и Mac, а также аниме, комиксов и путеводителей по играм. В 2005 году IGN запустили свой сайт комиксов. Он посвящён не только основным продуктам Marvel и DC, но также манге, графическим романам, статуэткам и игрушкам.
В 2006 году IGN запустили телевизионный сайт. Он предоставляет интервью с различными телезвёздами в дополнение к программе TV, TV мелочам и новостям. Сродни IGN FilmForce, раздел TV IGN имеет множество эксклюзивных клипов из предстоящих телешоу. В 2006 году IGN запустили региональные версии сайта в Соединённом Королевстве и Австралии, которые имеет общее с американским сайтом содержание, но с содержимым, добавляемым редакторами соответствующего региона. Когда вы посещаете IGN.com из Великобритании или Австралии, сайт автоматически перенаправляет вас в локализованную версию, используя ПО геолокации. Каждая версия имеет логотип с австралийским, американским или британским флагом под символом IGN symbol. По состоянию на 30 мая 2006 г, IGN Dreamcast был перезапущен, тем не менее на главной странице IGN не было выставлено никаких обновлений.
В 2007 году IGN запустили свой сайт аниме. Он предоставляет аниме и мангу, включая трейлеры и бесплатные эпизоды. Он также включает обзоры манги и аниме из других разделов IGN, таких как IGN Comics и IGN DVD. Канал аниме был исключён после переделки сайта. В 2008 году IGN запустили ретро-канал, чтобы отметить десятилетие IGN. Чтобы совпасть с релизом Super Smash Bros. Brawl, IGN создали сайт Архивная копия от 28 мая 2010 на Wayback Machine Super Smash Bros World. Посетители сайта могли разместить на нём их собственные сценки из игры и скачать созданные другими. 29 апреля 2008 года IGN запустили похожий сайт, названный GTA 'Hood Архивная копия от 19 мая 2010 на Wayback Machine, для Grand Theft Auto IV.

## Подкасты
IGN еженедельно выпускает несколько подкастов, сфокусированных на различных областях игровых новостей. Список подкастов включает:
IGN UK Podcast охватывает новости кино и видеоигр с точки зрения персонала IGN UK. Это самый молодой подкаст, который дебютировал 18 сентября 2009 года. Команда недавно отпраздновала 20-й подкаст живой записью выпуска. Это один из немногих подкастов IGN, содержащий ненормативную лексику.
Nintendo Voice Chat сфокусирован на последних новостях, относящихся к консолям Nintendo. Ведёт Craig Harris.
Command Prompt сфокусирован на последних новостях о компьютерных играх.
Channel Surfing охватывает последние новости о телевизионных программах.
Podcast Beyond освещает все последние новости, относящиеся к консолям PlayStation.
IGN Daily Fix — это видео подкаст, который ведёт Джессика Чобот (англ. Jessica Chobot), освещающий новости кино, видеоигр и TV-шоу. Когда Джессика недоступна, Деймон Хэтфилд (англ. Daemon Hatfield) заменяет её.
Three Red Lights — подкаст последних новостей, относящихся к консоли Xbox 360. Он получил своё название от индикатора на консоли, который трижды загорается красным светом, когда случается «общая ошибка АО». Они брали интервью у знаменитостей, таких как Don King и 50 Cent. Один из «со ведущих», именуемый «Джефф Колокол» (англ. "Jeff Bell"), это на самом деле колокольчик, который звенит, когда кто-нибудь использует маркетинговый жаргон. Колокольчик был некоторое время забыт, после того как Джефф Белл (англ. Jeff Bell) покинул Microsoft, но сейчас представили его брата «Боб Колокол» (англ. "Bob Bell"), который звенит, когда кто-нибудь голосует за него. Он пытался получить достаточно голосов, чтобы заседать в Сенате, но в данный момент он только получил членство в PTA. Недавно им было позволено использовать ненормативную лексику.
Game Scoop, представленный в июле 2006 — это самый старый подкаст, делающийся IGN и выпускаемый каждую пятницу с Деймоном Хэтфилдом в качестве ведущего, которому в каждом эпизоде составляет компанию группа журналистов IGN из разных новостных команд.
Game Scoop — это дискуссия о новостях игр текущей недели, тем не менее, с запуска в 2006 году Game Scoop стал более развлекательным включая интервью, шальные звонки, общий юмор и юмористический раздел, названный «Пинающие Сапоги» (англ. "Knocking Boots") с Грегом Миллером (англ. Greg Miller) в качестве ведущего. Game Scoop впервые был выпущен в четверг 20 июля 2006 года, заменив оригинальный подкаст игровых новостей «Gaming News Round-up».
Первым подкастом, сделанным IGN был IGN Xbox 360 Podcast выпущенный в четверг 17 ноября 2005 года, который был позже переделан в Three Red Lights Podcast.
Girlfight является чисто женским подкастом женщин-редакторов в IGN. По состоянию на 28 апреля 2010 года, с третьего эпизода Girlfight стал официальным подкастом IGN. К третьему эпизоду подкаст Girlfight также стал подкастом № 1 на iTunes. Подкаст ведёт Николь Таннер (англ. Nicole Tanner), и к ней присоединяются Дана Йонгваард (англ. Dana Jongewaard), Кристина Штаймер (англ. Kristine Steimer), Джессика Чобот и Меган Салливан (англ. Meghan Sullivan).